# Kirin Cup (Go)
Kirin Cup ( キリン杯?) è stato un torneo professionistico di go del Giappone.

## Storia
Il torneo è stato istituito e sponsorizzato per tutte le edizioni dalla multinazionale Kirin Holdings. Nel 1991 la sua collocazione nel calendario è stata spostata dall'inizio alla fine dell'anno, di conseguenza quell'anno si tennero due tornei, uno in febbraio e uno a dicembre.
Il torneo è stato soppresso nel 1996 per via della mancanza di interesse dello sponsor a proseguire. 

## Formula
A differenza della maggior parte degli altri tornei questo è stato un torneo a squadre. Il torneo si disputava con la formula dell'eliminazione diretta tra dodici squadre composte da un numero variabile di giocatori. Nelle prime due edizioni ogni squadra era composta da cinque giocatori, successivamente aumentati a sette. Anche la composizione delle squadre è variata nel corso delle edizioni. Nella formula definitiva ogni squadra era composta da due giocatori professionisti, quattro giocatori amatoriali e un giocatore professionista donna.
Il tempo di riflessione per ogni partita era di 30 minuti e il komi era di 5,5 punti.

## Albo d'oro
| Edizione | Anno | Vincitore | Punteggio | Finalista |
| -------- | ---- | --- | --------- | --- |
| 1        | 1989 | Tokyo A Eio Sakata, Meiko Tei, Michael Redmond, Yasuro Kikuchi, Fumiaki Imamura                                                        | 3–2       | Chubu A Yoshio Ishida, Naoto Hikosaka, Hideki Komatsu, Hiroyuki Abe, Yoshio Aoki                                               |
| 2        | 1990 | Tokyo A Masaki Takemiya, Shuzo Awaji, Shikun Ryu, Yasuro Kikuchi, Hiroshi Miura                                                        | 4–1       | Kansai Rin Kaiho, Shungo Goto, Wakio Yamada, Noritsugu Karakida, Hideyuki Sakai                                                |
| 3        | 1991 | Tokyo C Akira Ishida, Shuzo Awaji, Kaei Yo, Yoshiaki Honke, Atsuyuki Mori, Taku Hayashi, Akiko Sato                                    | 4–3       | Kansai Rin Kaiho, Shungo Goto, Atsushi Ishida, Masayuki Asano, Kazuyuki Saito, Masatoshi Nara, Minako Yamamoto                 |
| 4        | 1991 | Tokyo A Masaki Takemiya, O Rissei, Shikun Ryu, Hironari Hirata, Teruya Kono, Masahiro Hidaka, Kazuko Kanai                             | 4–3       | Tokyo B Eio Sakata, Kunio Inoue, O Meien, Yasuro Kikuchi, Ichiro Samejima, Kiyotaka Watarai, Hu Yanhua                         |
| 5        | 1992 | Kanto-Koshinetsu A Cho Chikun, Hidehito Nakamura, Shinichi Aoki, Seizo Nakazono, Toshiaki Kushiro, Shusaku Sakamoto, Chifumi Yamashita | 4–3       | Tokyo A Masaki Takemiya, O Meien, Kagen Yo, Hiroshi Miura, Hideaki Aoki, Koki Wada, Hu Yanhua                                  |
| 6        | 1993 | Tokyo C Akira Ishida, O Rissei, Atsushi Kato, Hironori Hirata, Hideaki Aoki, Shigeki Mawatari, Chikako Nakamura                        | 3–1       | Kansai Rin Kaiho, Kunio Ishii, Atsushi Ishida, Moriei Kanazawa, Noritsugu Karakida, Masatoshi Nara, Tomoko Sano                |
| 7        | 1994 | Tohoku Norio Kudo, Shuzo Awaji, Kiyonori Kanno, Fumiaki Imamura, Satoshi Hiraoka, Masato Honna, Miho Yoshida                           | 4–3       | Tokyo B Masaki Takemiya, Kagen Yo, Cho Shoen, Fumiaki Kansaku, Hideaki Aoki, Kiyofumi Ogushi, Tomoyumi Baba                    |
| 8        | 1995 | Kansai Rin Kaiho, Kimio Yamada, Katsunori Yanaka, Moriei Kanazawa, Teruji Ojima, Hideyuki Sakai, Kayoko Itoi                           | 6–1       | Chukoku Hiroshi Yamashiro, Hironari Nakano, Shinpei Kuwamoto, Bunsho Murakami, Hidetoshi Suyama, Shinichi Iwai, Chiai Tamayama |
| 9        | 1996 | Kanto-Koshinetsu Cho Chikun, Satoru Kobayashi, Satoshi Kataoka, Minoru Harada, Seizo Nakazono, Toshiaki Kushiro, Chifumi Yamashita     | 4–3       | Kyushu Masao Katō, Hideo Otake, Tomoyasu Mimura, Toshihiko Muraoka, Masao Fukabori, Shoji Komori, Tomomi Hoshino               |